# Майкъл Нютън (писател)
Вижте пояснителната страница за други личности с името Майкъл Нютън .
Майкъл Нютън (на английски: Michael Newton) е много плодовит американски писател, автор на бестселъри в жанровете криминален роман, трилър, уестърн и документални книги за престъпността. Пише и под псевдонимите Дон Пендълтън (Don Pendleton), Лайл Бранд (Lyle Brandt), Джак Бюканън (Jack Buchanan), Джон Кенън (John Cannon), Марк Козлов (Mark Kozlow), Пол Малоун (Paul Malone) и Винс Робинсън (Vince Robinson).

## Биография и творчество
Майкъл (Майк) Нютън е роден на 16 септември 1951 г. в Бейкърсфийлд, Калифорния, САЩ, в семейството на Ралф и Хейзъл Нютон, доставчик и фризьорка. В периода 1969 – 1971 г. учи в Калифорнийския щатски колеж в Бейкърсфийлд и през 1973 г. завършва с бакалавърска степен по социология. В периода 1973 – 1975 г. специализира педагогика в Бейкърсфийлд и в периода 1979 – 1980 г. в Университета на Невада.
На 18 декември 1976 г. се жени за фотографката Джуди Ан Боринг. По-късно се развежда и на 18 март 2003 г. се жени за редакторката Хедър Мари Локън.
След дипломирането си в периода 1973 – 1976 г. е учител по социология в гимназията в Бейкърсфийлд. През 1976 г. е бодигард на семейството на певеца-актьор Мърл Хагард, а в периода 1977 – 1978 г. е бодигард и офицер по сигурността към „Trans-West Security“ и „Thornhill Security“. В периода 1979 – 1986 г. е учител по социология и английски език в областната гимназия в Паръмп, Невада.
Първата му книга „Monsters, Mysteries and Man“ е публикувана през 1979 г.
Започва да пише професионално художествена литература като призрачен писател под псевдонима Дон Пендълтън за серията „Екзекуторът“. Романите са много успешни и през 1986 г. той се посвещава на писателската си кариера.
Автор е над 300 романа – уестърни, политически и криминални трилъри, психологически съспенси, и на документални книги, както под собственото си име, така и под различни псевдоними.
Майкъл Нютън живее със семейството си в Нашвил, Индиана.

## Произведения
частична библиография

### Като Майкъл Нютън / Майк Нютън

#### Серия „VICAP“ (VICAP: Special Agents Flynn and Tanner)
1. Blood Sport (1990)
2. Slay Ride (1990)
3. The Necro Files (1991)
4. Head Games (1991)
5. Road Kills (1991)
6. Black Lace (1991)
Черна дантела, изд.: „International Publishers“ София (1993), прев. колектив
7. Wet Work (1992)
Мръсна работа, изд.: „Избор“ София (1993), прев. колектив
8. Jigsaw (1992`)
9. Dead Heat (1992)

#### Участие в общи серии с други писатели

##### Серия „Екзекуторът“ (Executioner)
45. Paramilitary Plot (1982)
49. Doomsday Disciples (1982)
55. Paradine's Gauntlet (1983)
60. Sold for Slaughter (1983)
68. Prairie Fire (1984)
71. Blood Dues (1984)
75. The Bone Yard (1985)
77. Hollywood Hell (1985)
81. Shock Waves (1985)
83. Missouri Deathwatch (1985)
89. Defenders and Believers (1986)
91. The Trial (1986)
100. Blood Testament (1987)
101. Eternal Triangle (1987)
103. Assault on Rome (1987)
106. Run to Ground (1987)
108. Time to Kill (1987)
111. The Fiery Cross (1988)
114. Cold Judgment (1988)
119. Line of Fire (1988)
124. Night Kill (1989)
129. Haitian Hit (1989)
133. Blood Run (1989)
142. Fatal Error (1990)
149. Blood Rules (1991)
151. Message to Medellin (1991)
155. Hawaiian Heat (1991)
162. Colors of Hell (1992)
165. Fire Sweep (1992)
170. Baja Blitz (1993)
186. Fire Burst: Terror Trilogy 1 (1994)
187. Cleansing Flame (1994)
190. Killing Range (1994)
193. Hostile Action (1994)
200. Crisis Point (1995)
206. Hunting Cry (1996)
210. Fire Lash (1996)
211. Steel Claws (1996)
212. Ride the Beast (1996)
222. Patriot Gambit (1997)
223. Hour of Conflict (1997)
224. Call to Arms (1997)
229. Zero Tolerance (1997)
233. Tough Justice (1998)
249. Shadow Target (1999)
258. Target Lock (2000)
268. Shattered Trust (2001)
269. Shifting Shadows (2001)
270. Judgment Day (2001)
277. Dirty Mission (2001)
281. Blood Stone (2002)
287. Rogue Warrior (2002)
290. Pursued (2003)
300. Warrior's Requiem (2003)
303. Sea of Terror (2004)
308. Into the Fire (2004)
309. Flames of Fury (2004)
310. Killing Heat (2004)
317. Hour of Judgement (2005)
330. Dual Action (2006)
334. Jungle Justice (2006)
338. Nuclear Reaction (2007)
344. Primal Law (2007)
357. Extreme Justice (2008)
361. Final Resort (2008)
366. Pele's Fire (2009)

##### Серия „Марк Болън“ (Mack Bolan)
общо 24 романа (1986 – 2008)

##### Серия „Камъка“ (Stony Man)
общо 6 романа (1993 – 1997)

##### Серия „Унищожителя“ (Destroyer)
общо 4 романа (1997 – 2003)

#### Документалистика
- Monsters, Mysteries and Man (1979)
- How to Write Action Adventure Novels (1989)
- Armed and Dangerous: A Writer's Guide to Weapons (1990)
- Bad Girls Do It! An Encyclopedia of Female Murderers (1993)
- Silent Rage (1994)
- The FBI and the KKK
- The FBI Encyclopedia
- The Encyclopedia of Forensic Science
- The Encyclopedia of Bank Robberies, Heists, and Capers (2002)
- The Encyclopedia of Kidnappings (2002)
- The Encyclopedia of high-tech crime and crime-fighting (2004)
- Encyclopedia of Cryptozoology: A Global Guide to Hidden Animals and Their Pursuers (2005)
- The Encyclopedia of Conspiracies and Conspiracy Theories (2006)
- The Encyclopedia of Serial Killers (2006)
- The Encyclopedia of American Law Enforcement
- The Encyclopedia of Crime Scene Investigation (2008)
- The Encyclopedia of Unsolved Crimes (2009)
- Mr. Mob: The Life and Crimes of Moe Dalitz (2009)
- Criminal Justice: Crime and Criminals (2010)
- Writing Westerns (2012)
- Age of Assassins (2012)

### Като Лайл Бранд

#### Серия „Мат Прайс“ (Matt Price)
1. The Gun (2002)
2. Justice Gun (2003)
3. Vengeance Gun (2004)
4. Rebel Gun (2005)
5. Bounty Gun (2006)

#### Серия „Мъж на закона“ (Lawman)
1. The Lawman (2007)
2. Slade's Law (2008)
3. Helltown (2008)
4. Massacre Trail (2009)
5. Hanging Judge (2009)
6. Manhunt (2010)
7. Avenging Angels (2010)
8. Blood Trails (2011)
9. Reckoning (2012)
10. White Lightning (2013)
11. Trackdown (2014)

#### Серия „Гидиън Райдър“ (Gideon Rider)
1. Smugglers' Gold (2013)
2. Rough Justice (2014)